# Mutatá, Antioquía
Mutatá är en kommun i Colombia.   Den ligger i departementet Antioquía, i den nordvästra delen av landet, 400 km nordväst om huvudstaden Bogotá. Antalet invånare är 16 428.